# Mausoleo Württemberg
El mausoleo en Württemberg (en alemán: Württemberg Mausoleum / Grabkapelle auf dem Württemberg, lit. 'capilla funeraria en Württemberg') es un monumento en la parte Rotenberg de Untertürkheim, en Stuttgart, Alemania. El mausoleo se encuentra en la cima de la colina Württemberg en el extremo más occidental de los bosques Schurwald, con vistas al río Neckar. El monumento fue construido para Catalina Pávlovna Románova (1788-1819), la segunda esposa de Guillermo I de Württemberg (1781-1864), que profesaba la religión ortodoxa. Los restos de Guillermo I y de su hija María Federica Carlota (1816-1887) también descansan en el mausoleo. 

## Historia
El mausoleo fue construido después de la muerte de la reina Catalina entre 1820 y 1824, basándose en un proyecto elaborado por Giovanni Salucci inspirado en la villa La Roronda, obra de Palladio.
La ubicación en el antiguo emplazamiento del fuerte de Wirtemberg fue elegida como la sede de la Cámara de Württemberg.

## Galería

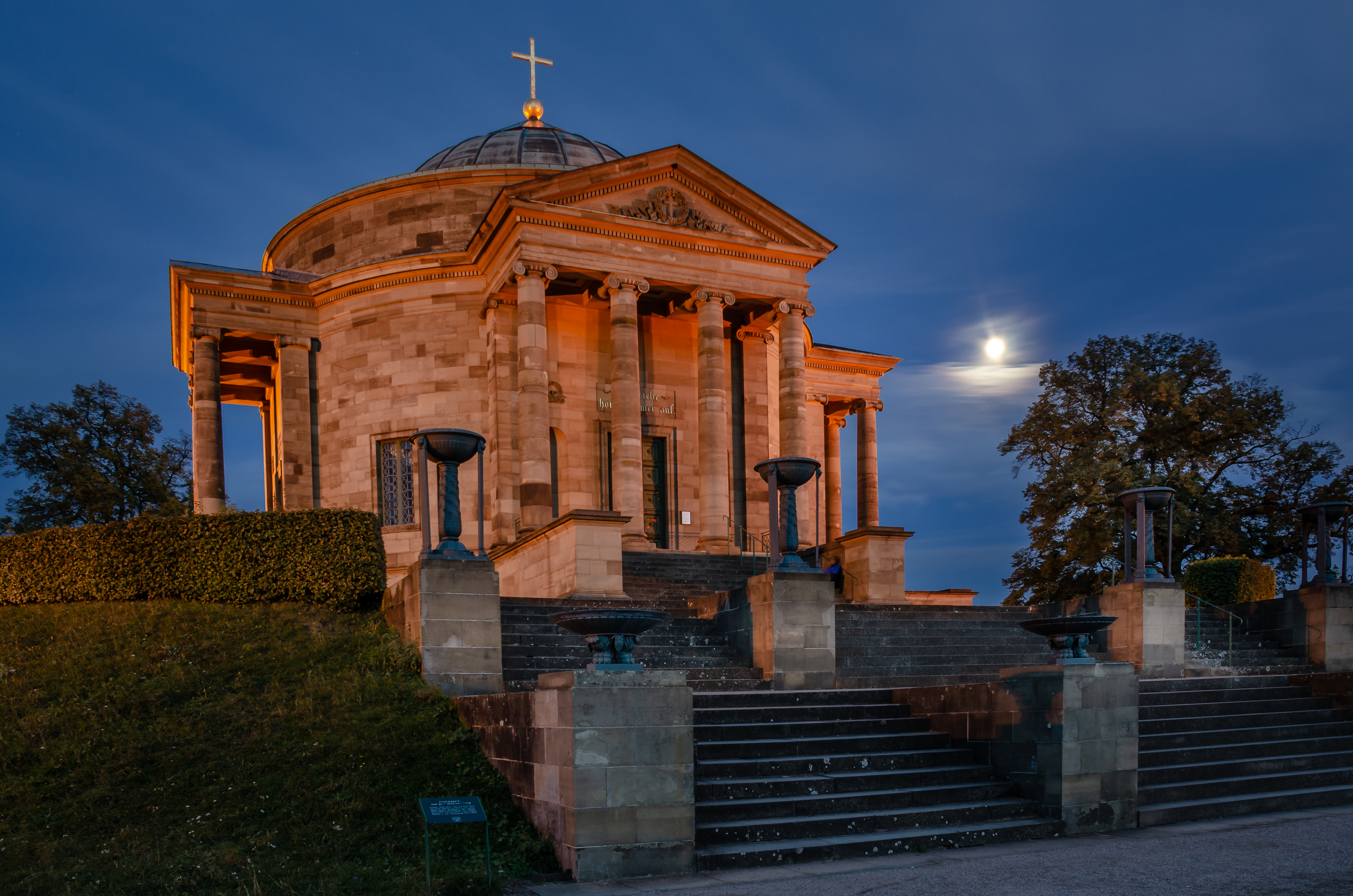
Vista nocturna desde el sureste
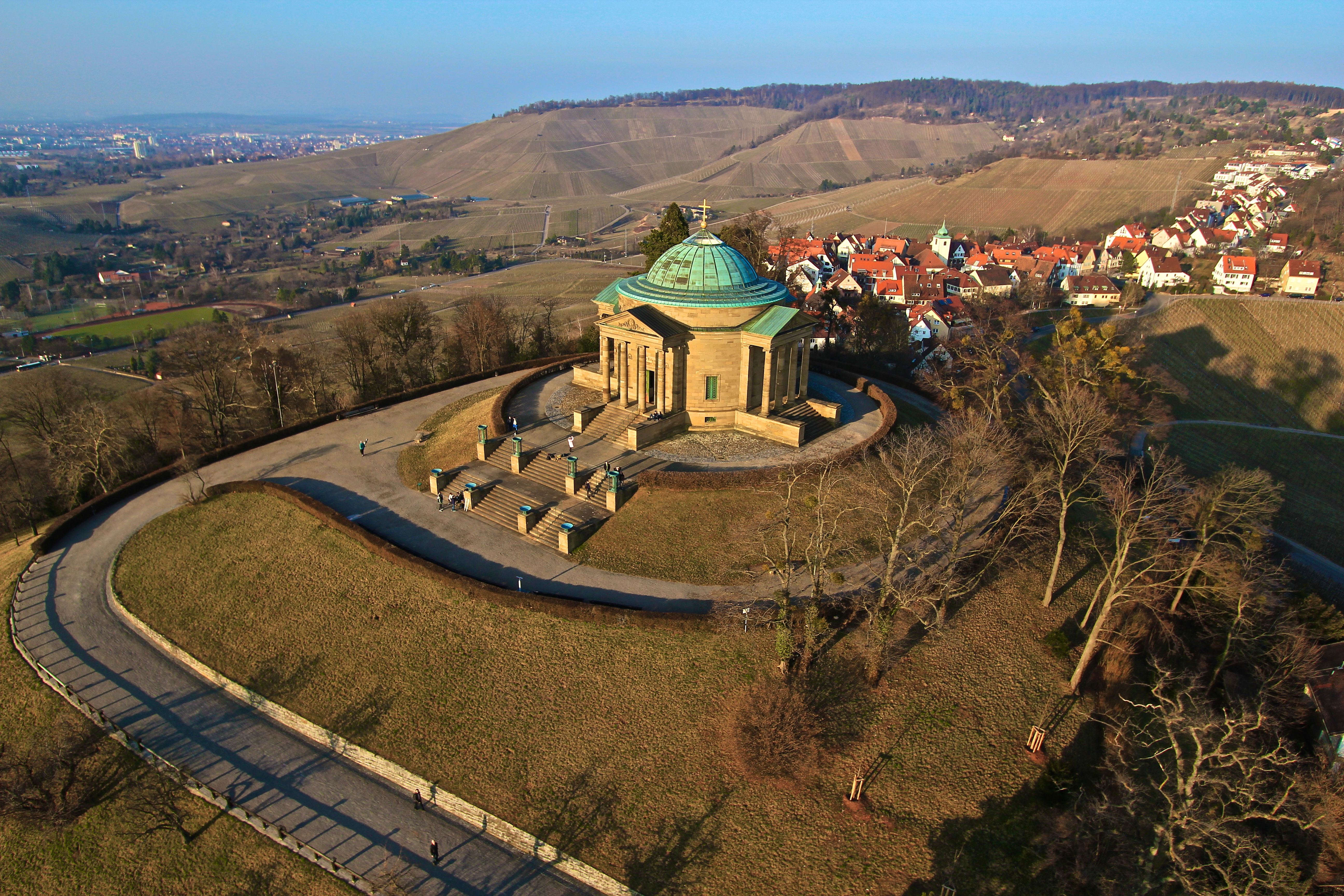
Vista aérea
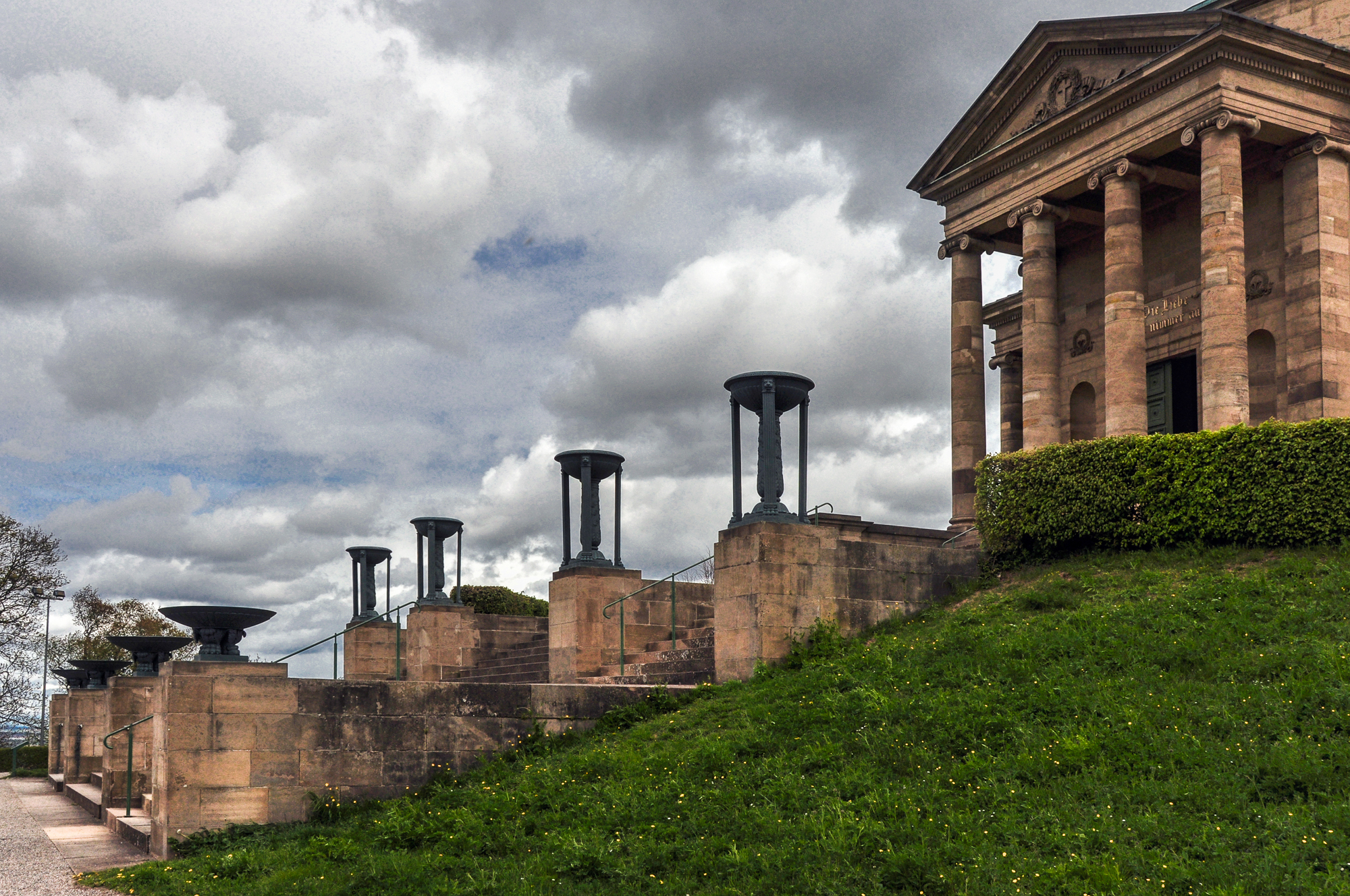
Vista lateral (desde el suroeste)
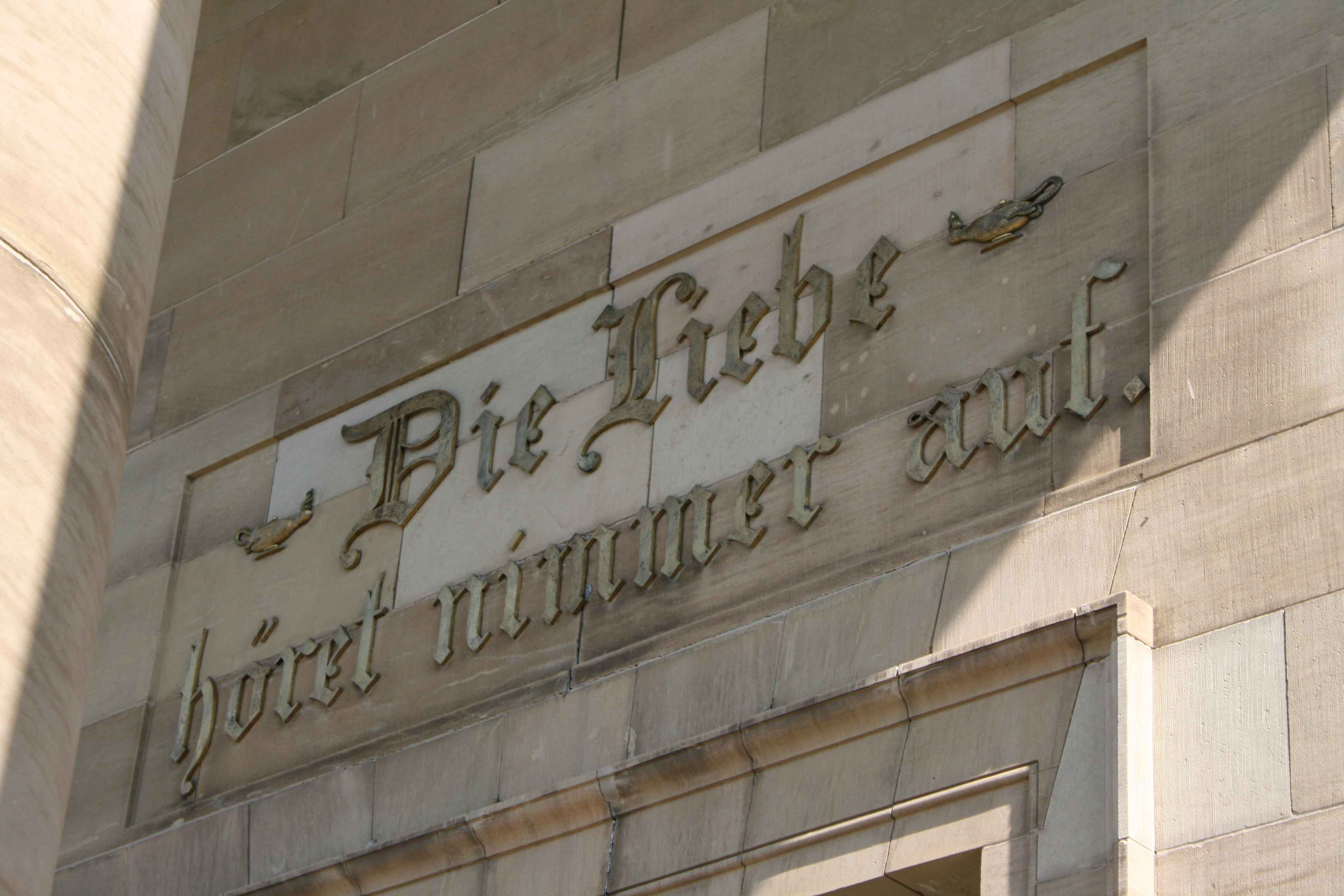
Inscripción: «El amor nunca deja de existir»
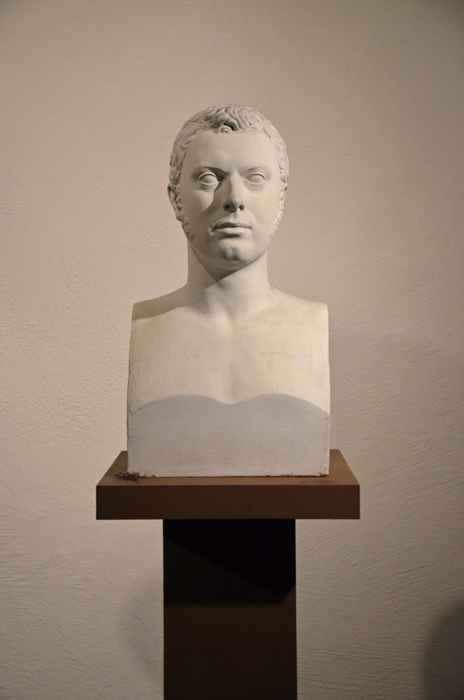
Busto de Guillermo I (obra de Johann Heinrich Dannecker)
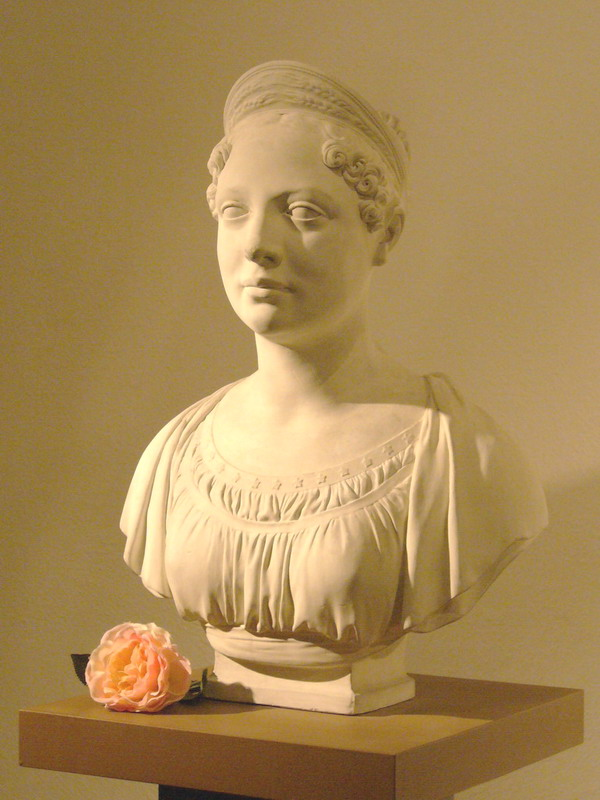
Busto de Catalina Pávlovna (obra de Johann Heinrich Dannecker)
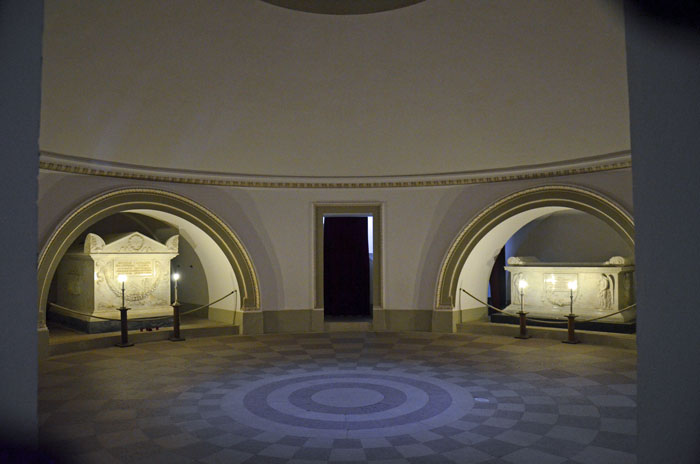
La cripta con los sarcófagos
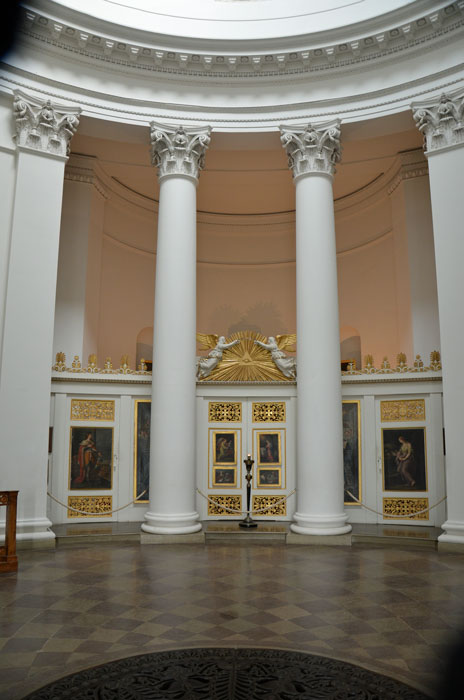
Una vista de la capilla con las columnas sobre arcos